# Жанен, Жан-Батист
Жан-Батист Жанен (фр. Jean-Baptiste Jeanin; 1769—1830) — французский военный деятель, генерал-лейтенант (1815 год), барон (1808 год), участник революционных и наполеоновских войн. Зять художника Жака-Луи Давида. Имя генерала выбито на Триумфальной арке в Париже.

## Биография
Начал службу 5 августа 1792 года в звании лейтенанта в 10-м батальоне волонтёров Юры, с 1792 по 1795 годы сражался в рядах Рейнской армии. Проявил себя 13 октября 1793 года при восстановлении линий Висамбура, где обратил в бегство вражеский полк, за что был назначен командиром роты канониров в батальоне. 27 ноября, в сражении при Брюмате, упорно оборонял со своими канонирами проход через мост, остановив неприятельскую колонну силой в 10-11 000 штыков. 31 октября 1794 года произведён в капитаны, и назначен командиром роты канониров 170-й полубригады линейной пехоты, отличился при осаде Рейнского форта у Мангейма. В 1796 году переведён в Итальянскую армию, отличился в сражении при Градиске и при переходе через Изонцо.
В 1798 году определён в Восточную армию Бонапарта и принял участие в Египетской экспедиции, сражался при Пирамидах и Шубрахите. 20 января 1799 года возглавил роту в 69-й линейной полубригаде. Во время Сирийской кампании 1799 года, отличился при осаде Акры, где в ночь на 6 мая атаковал с двумя ротами своей полубригады в штыки один из ретраншементов, убив большую часть турок, защищавших его. Через несколько минут Жанен был ранен в челюсть мушкетной пулей, выпущенной с одной из английских канонерских лодок, которые прикрывали турецкие позиции. После этого участвовал в сражениях при Абукире и Гелиополисе. 22 марта 1801 года был назначен генералом Клебером командиром гренадерской роты 69-й полубригады. После капитуляции Александрии вернулся во Францию.
1 марта 1802 года был переведён с чином капитана в полк пеших егерей Консульской гвардии. 31 января 1804 года получил звание командира батальона.
21 августа 1805 года произведён в полковники, и поставлен во главе 12-го полка лёгкой пехоты.
С 24 мая 1806 года был женат на Полине Давид (фр. Pauline David; 1786—1870), дочери живописца Жака-Луи Давида, от которой имел сына Луи-Шарля (фр. Louis-Charles Jeanin; 1812—1902).
В рядах Великой Армии принимал участие в кампаниях 1806 и 1807 годов, сражался при Грайфсвальде и осаждал Данциг. 10 июня 1807 года был ранен картечью в сражении при Гейльсберге, отличился при Фридланде.
В 1808 году был назначен в Армию Испании и отличился большой храбростью. 19 ноября 1808 года произведён в бригадные генералы при смотре войск в Бургосе. Однако эта номинация не была отправлена Императору, и Жанен продолжил командовать 12-м полком в Испании до мая 1809 года, после чего он вернулся во Францию по состоянию здоровья, и был утверждён в звании генерала Наполеоном 13 октября 1809 года. Уже 2 декабря 1809 года определён в состав 8-го армейского корпуса Армии Испании, отличился в сражении 10 апреля 1810 года при Асторге. 29 мая 1810 года получил должность командира 3-й бригады арьергардной дивизии генерала Сера 8-го корпуса генерала Жюно. В июле 1810 года назначен комендантом провинции Асторга, где активно боролся против партизан.
24 декабря 1811 года был отозван во Францию и 11 ноября 1812 года возглавил 14-ю бригаду Национальной гвардии. 3 мая 1813 года переведён на службу в Иллирийские провинции с назначением комендантом Карлштадта и в июле того же года был назначен командиром 2-й бригады в составе дивизии генерала Марконье в Армии Италии. 15 сентября 1813 года стал командиром 2-й бригады пехотной дивизии генерала Паломбини наблюдательного корпуса Адидже, отличился в сражении 15 ноября 1813 года при Кальдьеро, где лично возглавил штыковую атаку 53-го линейного полка. С 5 февраля по 20 июня 1814 года командовал бригадой в составе 4-й пехотной дивизии 1-го корпуса Армии Италии.
При первой Реставрации Бурбонов возвратился во Францию и с 1 сентября 1814 года оставался без служебного назначения. 20 января 1815 года был произведён в генерал-лейтенанты. Во время «Ста дней» присоединился к Императору и 23 апреля 1815 года определён в состав 6-го наблюдательного корпуса генерала Мутона, где командовал 20-й пехотной дивизией. Принимал участие в Бельгийской кампании в рядах 2-го корпуса Рея Северной армии, сражался при Ватерлоо.
После второго отречения Наполеона оставался с 1 сентября 1815 года без служебного назначения. 1 апреля 1820 года зачислен в резерв и 1 декабря 1824 года вышел в отставку.

## Воинские звания
- Лейтенант (5 августа 1792 года);
- Капитан (31 октября 1794 года);
- Командир батальона гвардии (31 января 1804 года);
- Полковник (21 августа 1805 года);
- Бригадный генерал (19 ноября 1808 года, утверждён 13 октября 1809 года);
- Генерал-лейтенант (21 января 1815 года).

## Титулы

Герб барона.

- Барон Жанен и Империи (фр. baron Jeanin et de l'Empire; декрет от 19 марта 1808 года, патент подтверждён 2 июля 1808 года)[1].

## Награды
Легионер ордена Почётного легиона (11 декабря 1803 года)
 Офицер ордена Почётного легиона (14 июня 1804 года)
 Коммандан ордена Почётного легиона (16 ноября 1808 года)
 Кавалер военного ордена Святого Людовика (13 августа 1814 года)